# Vanilla Sky Airlines
Vanilla Sky Airlines (также использующая торговые названия Service Air и AK-Air Georgia) это частная грузинская авиакомпания со штаб-квартирой в Тбилиси и основным аэропортом в Натахтари. Авиакомпания была создана в 2008 году как подразделение туроператора Vanilla Sky International. Местные рейсы субсидируются из государственного бюджета Грузии, размер субсидии, полученной Service Air в 2017 году составил 5,3 миллиона USD.

## Рейсы
По состоянию на июнь 2022 года, Vanilla Sky предлагает чартерные рейсы по любым маршрутам в пределах Грузии а также осуществляет регулярные рейсы по следующим направлениям:
 Грузия
- Тбилиси / Натахтари — Батуми
- Тбилиси / Натахтари — Амбролаури
- Тбилиси / Натахтари — Местиа
- Кутаиси — Местиа

## Внешние ссылки
- Официальный веб-сайт Vanilla Sky
- Официальный веб-сайт Service Air